# Olivier Jobard
Pour les personnes ayant le même patronyme, voir Jobard.
Olivier Jobard est un photographe documentariste français, né le 20 janvier 1970. Il a travaillé pour l’agence photographique Sipa Press de 1991 à 2011.
Il est aujourd’hui représenté par l’agence photographique Myop.

## Éléments biographiques
Olivier Jobard est né en 1970. Il a intégré l’école Louis Lumière en 1990 qui lui a proposé d’effectuer son stage de fin d’études à l’agence Sipa Press. En 1992, il a rejoint l’équipe des photographes de Sipa et y est resté pendant vingt ans.
Il a couvert de nombreux conflits dans le monde : Croatie, Bosnie, Tchétchénie, Afghanistan, Soudan, Sierra Leone, Liberia, Côte d’Ivoire, Colombie, Irak…
En 2000, il s’est rendu à Sangatte. Sous ce hangar, qui faisait office de camp, il a rencontré des Afghans, des Tchétchènes, des Irakiens, des Bosniaques, des Kosovars, des Somaliens… Tous étaient exilés ; tous avaient quitté leur pays à cause de la guerre. Ces pays dans lesquels Olivier Jobard s’était volontairement rendu pour photographier les faits d’actualité qui avaient nourri dix ans de sa vie. Il avait croisé ces gens sans les voir, ne s’attachant qu’à l’événement. De leurs échanges dans ce dernier caravansérail est née son envie d’étudier les questions migratoires.
Son approche photographique évolua alors vers un travail au long cours. Il a rencontré Kingsley au Cameroun en 2004 puis a documenté son périple clandestin de l’Afrique vers la France. Un livre éponyme sera édité chez Marval.
Puis pendant deux ans, il a choisi d’appuyer son regard sur la « forteresse Europe » : de l’Ukraine à la Pologne, de la Turquie à la Grèce, de la Syrie à l’île de Lampedusa, il s’est attaché aux migrants qui parcourent ces nombreuses routes clandestines menant aux frontières européennes. De ce projet naitra une exposition itinérante : Exil, Exit ?
En 2013, il a suivi avec la journaliste Claire Billet, le périple de Luqman et ses amis, de jeunes migrants Afghans. Ils ont parcouru 12000 kilomètres sur la route de la soie.
En parallèle, la question de l’intégration des immigrés dans leurs pays d’accueil s’est naturellement imposée.
M. et Mme Zhang, un couple de Chinois vivant à Paris depuis une décennie, lui ont ouvert leur porte… En collaboration avec Fanny Tondre, il les a filmés pendant plus d’un an. Meurtris de n’avoir jamais pu régulariser leur situation, M. et Mme Zhang ont finalement décidé de rentrer dans leur pays d’origine.
Ghorban, lui, est arrivé seul en France à l’âge de 12 ans. Quand Olivier Jobard a rencontré cet enfant afghan, il dormait dans la rue. Cinq ans plus tard, il est en seconde générale et vient d’obtenir la nationalité française.

## Publications
- Kingsley, carnet de route d’un immigrant clandestin, éd. Marval 2006.
- "Kotchok, sur la route avec les migrants", éd. Robert Laffont 2015.
- Retour à Wenzhou, éd. Neus, Les Belles Lettres.
- Exil-Exit, éd. Médecins du Monde.

### Ouvrage collectifs
- France 14, Chanteloup-les-Vignes, Trans Photographic Press
- Cahier d’Afghanistan, éditions du Seuil
- Darfour, ed. Power House Books
- Witness Iraq, ed. Power House Books
- The War in Iraq, ed. Harper Collins
- Catalogue de l’exposition Frontières, images de vies entre les lignes, ed. Glénat
- Guide de l’exposition permanente de la Cité nationale de l’histoire de l’immigration

## Expositions
- 2002 : Sangatte, Festival Visa pour l’image, Perpignan.
- 2004 : Darfour, Festival du Scoop et du Journalisme, Angers.
- 2005 : tinéraires Clandestins. : Le Château d’eau - pôle photographique de Toulouse.
- 2006 : Kingsley “ The Hard way, The only way”. Les Rencontres d’Arles.
- 2006 : La photographie Engagée. BNF François Mitterrand, Paris. Exposition collective
- 2007 : Travel Journal of a Clandestine Immigrant. Open Society Foundation, New-York. Moving Walls 13.
- 2006 : Frontières : Muséum de Lyon. Exposition collective
- 2007-2008 : Frontières. Espace Culture de l’Université de Lille. Exposition collective
- 2007 : Frontières, Centre Culturel Contemporain de Barcelone. Exposition collective.
- 2009 : Itinéraires Clandestins. Festival des Étonnants Voyageurs de Saint-Malo.
- 2010 : Kingsley’s Crossing. Nederlands Fotomuseum of Rotterdam.
- 2010 : Chanteloup les vignes. Les Rencontres d’Arles et BNF François Mitterrand, Paris. Exposition collective France 14.
- 2010-2011 : Exil-Exit, Vivre sans papiers en Europe. Exposition itinérante avec Médecins du monde.
- 2012 : La vie à durée déterminée. Exposition itinérante avec Médecins du monde.
- 2012 : Musée de Saint-Brieuc, festival PhotoReporter en baie de Saint-Brieuc.
- 2013 : La vie à durée déterminée. Galerie Fait et Cause, Paris.
- 2013 : Les oubliés de nos campagnes. Point Éphémère, exposition collective avec l’agence Myop et le Secours Catholique.
- 2013 : Récits nomades. Saline royale d’Arc-et-Senans, exposition collective,
- Kingsley, Exposition permanente de La Cité Nationale de l’Histoire de l’Immigration
- 2015 : Kingsley, carnet de route d’un immigrant clandestin et Ester et Armando, Bibliothèque universitaire du Havre [3]
- 2018 : Ghorban, né un jour qui n’existe pas, Couvent des Minimes, Visa pour l’Image[4]
- 2021 : Éthiopie exils et dérives, Musée Terrus, Elne[5]
- octobre - 24 novembre 2024 : Notre famille afghane, souvenirs d’une vie envolée, Pavillon Comtesse de Caen, Académie des beaux-arts, Paris[6].

## Prix et récompenses
- 1996 - 1997 - 2003 : Prix du festival du Scoop d’Angers.
- 1996 - 1998 : Prix Fuji France, Catégorie News.
- 2000 : POYi Award of Excellence. [7]
- 2000 : Lauréat de l’Association 3P.
- 2004 : Grand prix Paris Match du photojournalisme
- 2004 : Visa d’or News, Festival Visa pour l’Image pour son travail sur les immigrants clandestins africains à la frontière tchado-soudanaise[2],[7]
- 2004 : Grand Prix Care International International du Reportage Humanitaire
- 2005 : Prix spécial du Jury du festival de photojournalisme de Gijon'
- 2005 : World Press Photo, 1er Prix, contemporary issues' [7]
- 2007 : Grand prix Philippe Calderon, Festival du Scoop et du Journalisme.
- 2007 : Emmy Award for documentary. Media Storm, Kingsley’s Crossing.
- 2011 : Visa d’or Magazine, Festival Visa pour l’image[7]
- 2012 : Lauréat du concours SoPhot. Galerie Fait et Cause.
- 2013 : Prix ESJ Lille au Figra pour Monsieur et Madame Zhang.
- 2013 : Aide à la création photographique contemporaine du CNAP.
- 2013 : Bourse Tim Hetherington, World Press Photo.
- 2020 : Prix Camille Lepage pour son travail sur la route de migration de l’Éthiopie à l’Arabie saoudite[8],[9].
- 2022 : Prix Marc Ladreit de Lacharrière – Académie des beaux-arts, pour son projet « Souvenirs d’une vie envolée, ma famille afghane »[10]